# Przywrotnik połyskujący
Przywrotnik połyskujący, przywrotnik lśniący (Alchemilla micans Buser) – gatunek z rodziny różowatych. Występuje na obszarze Eurazji od Francji i Wielkiej Brytanii na zachodzie po Syberię na wschodzie. 